# Franco Calabrese
Pour les articles homonymes, voir Calabrese (homonymie).
Franco Calabrese (Palerme, 22 juillet 1923 – Lucques, 13 novembre 1992) est un chanteur d'opéra (baryton-basse) italien. 

## Biographie
Calabrese grandit à Lucques et est diplômé de l’Istituto Luigi Boccherini. En 1947, il fait ses débuts au Teatro Comunale de Florence. Dès 1953, il est engagé par le Théâtre de la Scala puis plus tard, par le Teatro dell'Opera di Roma. 
Il est réputé comme interprète des opéras de Mozart et de Rossini. Parmi ses rôles les plus importants, il incarnait le Docteur dans  Pelléas et mélisande, Geronio dans Il turco in Italia, le comte Robinson dans Il matrimonio segreto, Géronte dans Manon Lescaut, le Marquis de Calatrava, dans La forza del destino, Don Alfonso dans Cosi fan tutte et Antonio dans Le nozze di Figaro. Au Festival de Glyndebourne, en 1955, il a chanté le Almaviva dans les Noces de Figaro.
Il est le frère du guitariste Paolo Montarsolo (* 1925).

## Discographie
- Mozart, Le nozze di Figaro (1955, EMI)
- Verdi, La Traviata (RCA)